# Saratoga (Texas)
Saratoga è una comunità non incorporata della contea di Hardin, Texas, Stati Uniti. Si trova a 36 miglia (58 km) a nord-ovest di Beaumont. Lo ZIP code è 77585.
Saratoga fa parte dell'area metropolitana di Beaumont-Port Arthur.

## Storia
Il nome originale per questa comunità era "New Sour Lake". Venne scoperta una sorgente solforosa da J. F. Cotton negli anni 1850. Ancora nel 1865, egli tentò di stabilire un pozzo petrolifero sul sito, ma fallì a causa di macchinari inadeguati.
Negli anni 1880, P. S. Watts volle approfittare della sorgente usando le proprietà "medicinali" uniche dell'acqua (una moda popolare all'epoca). Per attirare i visitatori, Watts cambiò il nome del sito in Saratoga per replicare il famoso resort di Saratoga Springs. Costruì un hotel e un cottage per i potenziali clienti, ma non ebbe il successo sperato.
Anni dopo, con il successo di Lucas Gusher a Spindletop a Beaumont, i primi pozzi redditizi vennero trivellati a Saratoga. Nel 1904 fu costruita un'estensione della Gulf, Colorado and Santa Fe Railway da Saratoga a Bragg Station. La ferrovia creò anche l'opportunità commerciale di trarre profitto dall'industria del legname. La popolazione della città ha fluttuato da 1.000 nel 1925 a 350 all'inizio degli anni 1950 e fino a oltre 1.000 nei primi anni del XXI secolo. Anche se la linea di Saratoga, a nord della città, è stata smantellata nel 1934, nuovi pozzi petroliferi sono stati trivellati negli anni 1980.

## Cultura

### Istruzione
Saratoga è servita dal West Hardin County Consolidated Independent School District.